# José Antonio Segurado
José Antonio Segurado García (Barcelona, 23 de enero de 1938-Madrid, 16 de febrero de 2017) fue un empresario y político español si bien en alguna entrevista se autodefinía como "probablemente lo que he sido es un mediador de seguros" . Presidente de Honor Fundador de CEIM, en el año 2010 fue distinguido con la gran cruz de la Orden del Dos de Mayo, la máxima distinción que concede la Comunidad de Madrid. Desde 2012 formó parte del Consejo de Administración de Ebro Foods como externo independiente, consejero coordinador nombramiento que generó cierta polémica por tratarse de una empresa parcialmente participada por la Sociedad Estatal de Participaciones Industriales y relacionar su nombramiento a sus vínculos políticos.

## Biografía
Participó en la creación, organización y dirección de las asociaciones empresariales madrileñas: AEIM y CEIM, de las que fue fundador y presidente. En el caso de CEIM actualmente es referido como Presidente de Honor Fundador de CEIM. Representando a la patronal madrileña, también formó parte del proceso de fundación, desarrollo y posterior dirección de la patronal española, la CEOE.
En 1979, conjuntamente con Carlos Ferrer Salat, negocian la admisión de un grupo de españoles en la Comisión Trilateral, fundada y presidida por David Rockefeller para fomentar una mayor cooperación entre los Estados Unidos, Europa y Japón.
En 1983 Manuel Fraga le plantea sin éxito la posibilidad de ser candidato por AP-PDP al Ayuntamiento de Madrid.
Posteriormente, fue presidente del Partido Liberal y de su grupo parlamentario entre 1985 y 1989.
En 1989 se convierte en Vicepresidente del Partido Popular y de su grupo parlamentario hasta 1990, año en que abandona la política por razones personales.
En 2012, ante lo que considera una "tímida respuesta de los empresarios a la apuesta independentista catalana de Artur Mas" realiza una serie de declaraciones en diversos medios de comunicación. La patronal catalana exigió a la directiva de CEOE que fuera cesado de sus cargos en la organización.
El día 16 de febrero de 2017 el programa "El Cascabel" de 13TV contacta en directo con Ana Galobart, su esposa, para confirmar el rumor que ya empezaba a circular sobre su fallecimiento . En las horas posteriores gran número de medios se hicieron eco de la noticia así como hacían un repaso de la relevancia de su papel en términos de asociacionismo empresarial, actividad política y presencia como analista en medios de comunicación.

## Colaboración en medios de comunicación
José Antonio Segurado participaba en diversos medios de comunicación principalmente como colaborador ocasional aportando su opinión sobre temas de actualidad. Algunos de los medios en que colaboraba:
- Madrid Opina en Telemadrid.
- Así son las mañanas en COPE.
- 24 horas en RNE.
- No es un día cualquiera en RNE.
- Diario ABC[21]

## Distinciones honoríficas
- Gran cruz de la Orden del Dos de Mayo (02/05/2010).